# Andreas Zickgraf
Andreas Zickgraf (* 1963 in Münster) ist ein deutscher Kameramann.
Er studierte Kamera an der Fachhochschule Dortmund und ist seit Anfang der 1990er Jahre im Film- und Fernsehbereich tätig, anfangs als Oberbeleuchter und seit 1997 als Kameramann.

## Filmografie (Auswahl)
- 2003: Die Sitte (Fernsehserie, fünf Folgen)
- seit 2005: SOKO Köln (Fernsehserie)
- 2006–2013: Stolberg (Fernsehserie, 21 Folgen)
- 2010–2014: Der Alte (Fernsehserie, fünf Folgen)
- 2010: Amigo – Bei Ankunft Tod
- 2011: Nachtschicht – Ein Mord zu viel (Fernsehreihe)
- 2011: Nachtschicht – Reise in den Tod
- seit 2012: Laim (Fernsehreihe) → Episodenliste
- 2012–2022: Die Chefin (Fernsehserie, 23 Folgen)
- 2013: Wilsberg: Gegen den Strom
- 2013: Wilsberg: Hengstparade
- 2013: Unter Feinden
- 2014: Wir machen durch bis morgen früh
- 2015: Engel unter Wasser
- 2015: Marie Brand und der schöne Schein
- 2016: Nachtschicht – Der letzte Job
- 2016: Nachtschicht – Ladies First
- 2018: Nachtschicht – Es lebe der Tod
- 2018: Stralsund: Das Phantom
- 2019: Nachtschicht – Cash & Carry
- 2021: Mord in der Familie – Der Zauberwürfel (Fernsehzweiteiler)
- 2023: Lena Lorenz (Fernsehserie, 2 Folgen)
- 2023–2024: Ein Fall für zwei (Fernsehserie, 4 Folgen)